# 원종덕
원종덕(1977년 8월 16일 ~ )은 대한민국의 축구인으로 선수 시절 FC 서울에서 골키퍼로 활약했다.

### 클럽 경력
2000년 안양 LG 치타스에 입단하여 K리그에 데뷔했으나, 출장기회를 잡지 못하였고 K리그 2001 시즌에 교체 멤버가 되었으나 실제 경기는 출장 못하고 2004년에 출장 기회를 잡고 2004년 주전 골키퍼로 활약하였다. 이 후 2007시즌까지 활약하고 그 후에 은퇴하였다.

## 지도자 경력
2010년 FC 서울의 당시 유스팀인 동북고등학교의 골키퍼 코치를 역임하였으며, 2014시즌부터 FC 서울의 골키퍼 코치로 선임되었다.

## 수상 내역

### 클럽

#### 안양 LG 치타스 / FC 서울
- 아시아 클럽 챔피언십 준우승 1회 (2002년)
- 리그컵 우승 1회 (2006년)